# Nacer Chadli
Nacer Chadli - em árabe, ناصر الشاذلي (Liège, 2 de agosto de 1989) - é um futebolista belga de origem marroquina que atua como ponta-esquerda. Atualmente joga no KVC Westerlo.

## Clubes
Já defendeu AGOVV, Twente, Tottenham e West Bromwich. Atualmente joga no Anderlecht, emprestado pelo Monaco.

## Seleção Belga
Inicialmente havia optado pela Seleção do Marrocos, terra de suas origens, realizando uma partida em 2010 pelos Leões do Atlas. Contudo, após ser convencido por conselheiros, dentre eles o brasileiro Rubenilson, ex-futebolista do Standard de Liège que naquele clube tornara-se tutor de Chadli -, passou a defender o país de nascimento, a Seleção Belga.
Na Copa do Mundo FIFA de 2018, destacou-se por marcar no último lance o gol da vitória de virada da Bélgica por 3 a 2 sobre o Japão, nas oitavas-de-final.